# Cascade (monument)
Pour les articles homonymes, voir Cascade.
La Cascade est un monument d'Erevan en Arménie construit dans les années 1970.
Elle abrite depuis le 7 novembre 2009 un centre d'art contemporain, le Cafesjian Center of Arts.

## Description
Le monument est composé à l'extérieur de jardins en terrasse, de fontaines et d'un large escalier de haut en bas. Large de 50 mètres, la Cascade fait 118 mètres de haut ; l'escalier, incliné à 15°, comporte 572 marches sur 302 mètres.
À l'intérieur, une série d'escalators et d'ascenseurs permet d'atteindre l'esplanade située à 78 mètres de haut ; la presque totalité de la surface est occupée par le centre d'Arts Cafesjian.

## Histoire
La construction de la Cascade d'Erevan, imaginée par Alexandre Tamanian et dessinée par l'architecte en chef de la ville Jim Torosian, débute dans les années 1970,. À l'origine, ce devait être un monument ornemental à la « soviétique » qui devait permettre, soit par un escalator en intérieur, soit par les 572 marches qui composent le monument, de se déplacer du centre de la ville — et notamment de la rue Tamanian, près de l'Opéra — vers une esplanade où se dresse un monument d'une vingtaine de mètres de haut célébrant le 50e anniversaire de l'Arménie soviétique et le parc de la Victoire situé dans les quartiers de Zeytoun et d'Arabkir.
Les travaux sont ralentis après le séisme du 7 décembre 1988, puis arrêtés après la chute de l'URSS en 1991. Le monument fait alors 78 mètres de haut et n'est pas directement relié à l'esplanade à 118 mètres.
Dans les années 1990, le « monument » devient peu à peu, à l'instar de la Place de la République, un lieu de spectacles, concerts et rassemblements. De nombreux touristes y viennent également pour la vue sur la ville et le mont Ararat, d'autant que l'escalator est alors récemment rénové.
En avril 2002, la République d'Arménie et la Cafesjian Museum Foundation of America créent la Cafesjian Museum Foundation of Armenia, ce qui entraîne entre autres la privatisation du monument et le début de la construction du centre d'Arts Cafesjian.

## Situation
Le monument se trouve adossé à une des collines d'Erevan, tout près de la place de France juste derrière l'Opéra, dans la perspective de l'avenue du Nord et de la place de la République. Avec une dénivellation de 78 mètres, le haut de la Cascade offre un panorama sur la ville, de l'Ararat et sa plaine.

## Le centre d'Arts Cafesjian
Le rachat par Gérard Cafesjian de la Cascade entraine également, dans ses entrailles, la construction d'un centre d'Art contemporain dessiné par le bureau d'architecte de l'audacieux David Hotson. Il s'agit alors du plus grand projet architectural en Arménie depuis la chute du régime soviétique avec notamment le projet de réaménagement du monument actuel et la construction d'une grande tour en verre au sommet. L'ouverture partielle du centre a lieu les 7 et 8 novembre 2009. La construction du bâtiment prévu à l'origine en haut de la Cascade est pour l'heure ajourné.
La place Tamanyan, située devant l'entrée du centre, abrite un jardin de sculptures où sont notamment exposés des œuvres de Fernando Botero, Barry Flanagan, Lynn Chadwick et Jaume Plensa.

### Collection
Une grande partie des œuvres du musée provient de la collection privée du riche entrepreneur américain d'origine arménienne. Elle est composée de 1 200 œuvres d'art, et principalement de pièces de sculptures en verre.
En outre, le musée présente des peintures de John Altoon, Jennifer Bartlett, Marc Chagall et Arshile Gorky, des sculptures de Fernando Botero, Barry Flanagan, Lynn Chadwick, Bob Tuffin et Jaume Plensa, et des dessins ou des reprographies de Georges Braque, Roy Lichtenstein, James Rosenquist, Victor Vasarely, Andy Warhol et Tom Wesselmann.

## Galerie

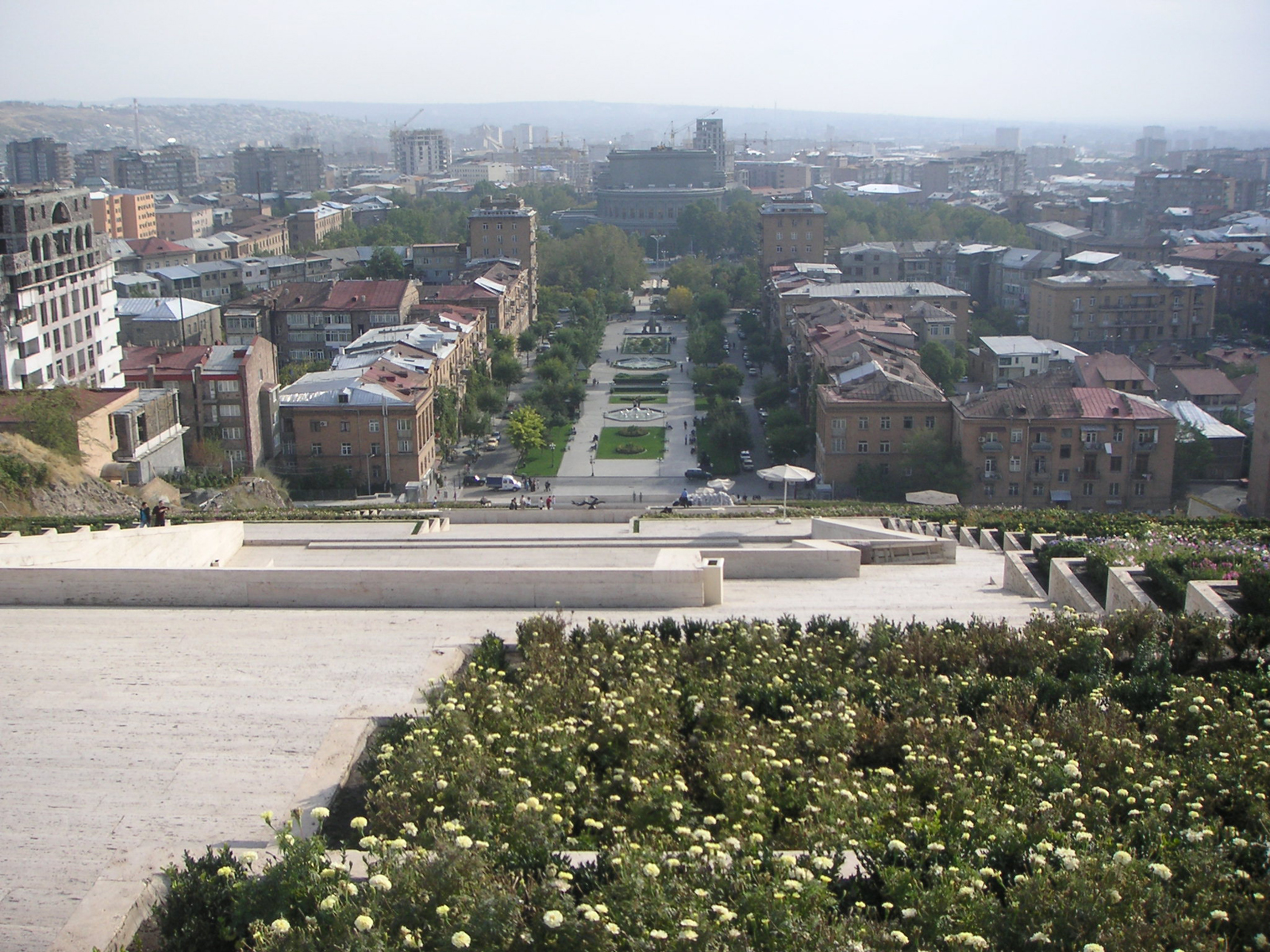
Vue de la Cascade.
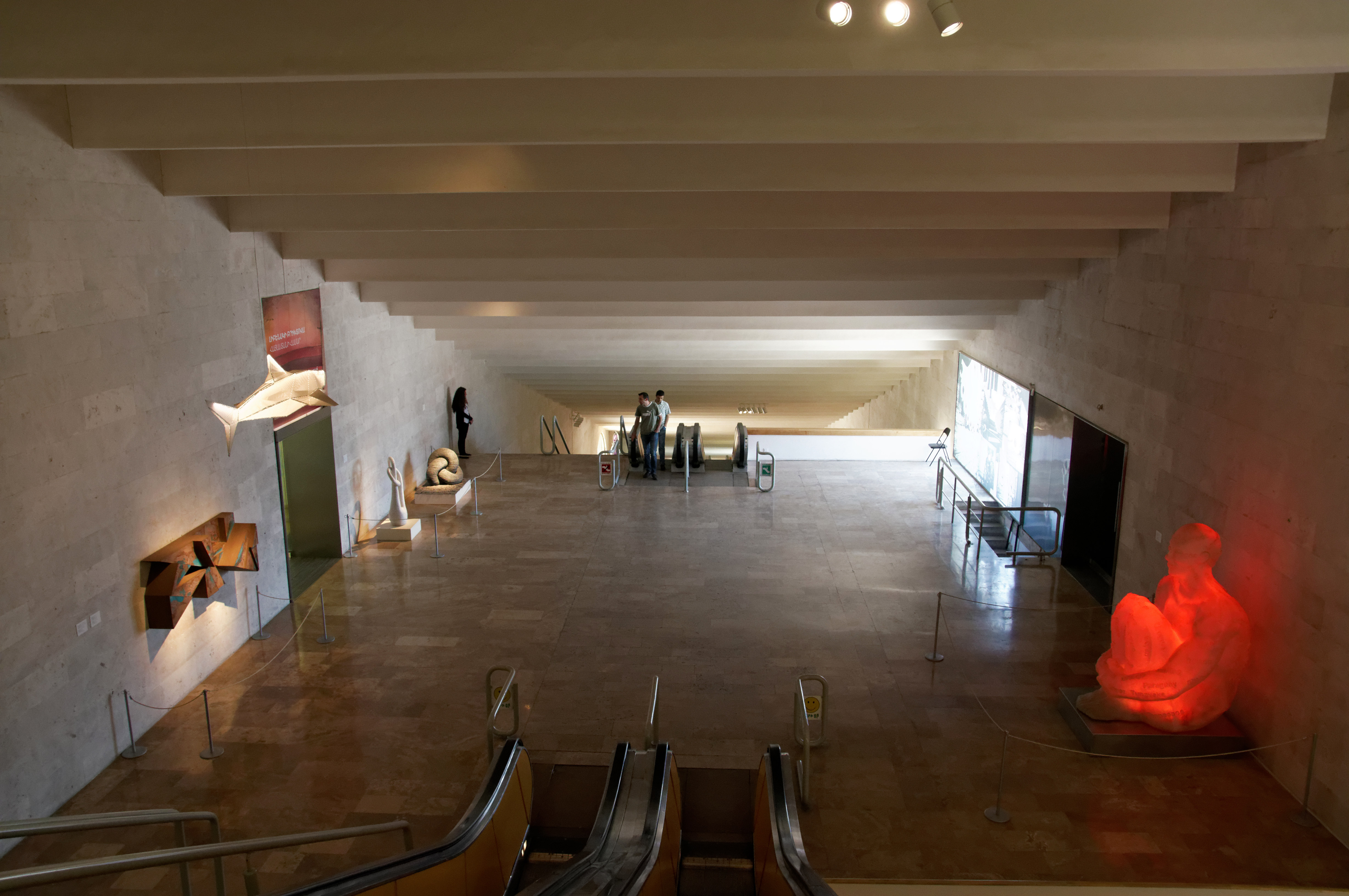
Musée Cafesjian
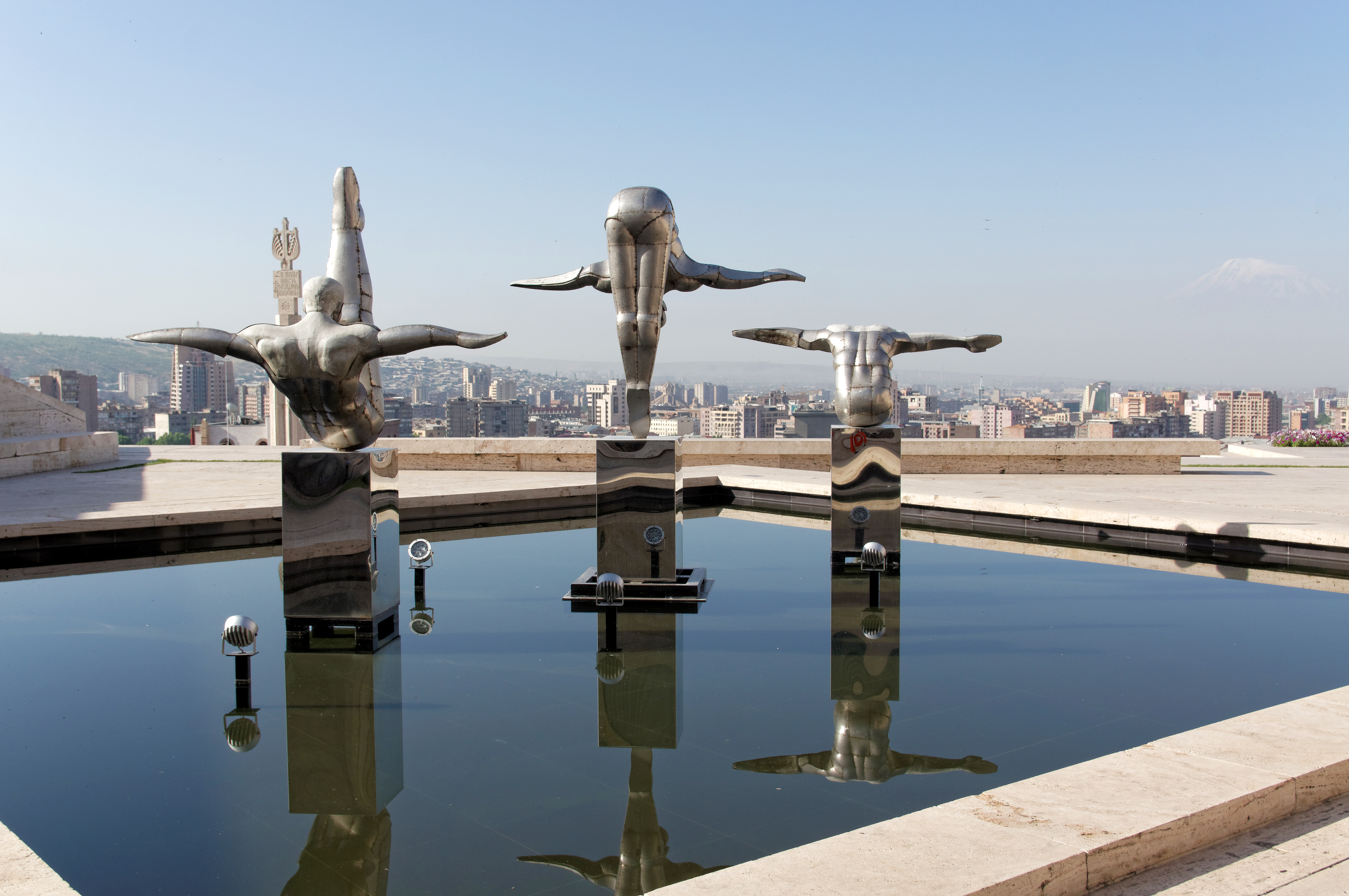
Une des œuvres à admirer sur la Cascade : Divers, par David Martin
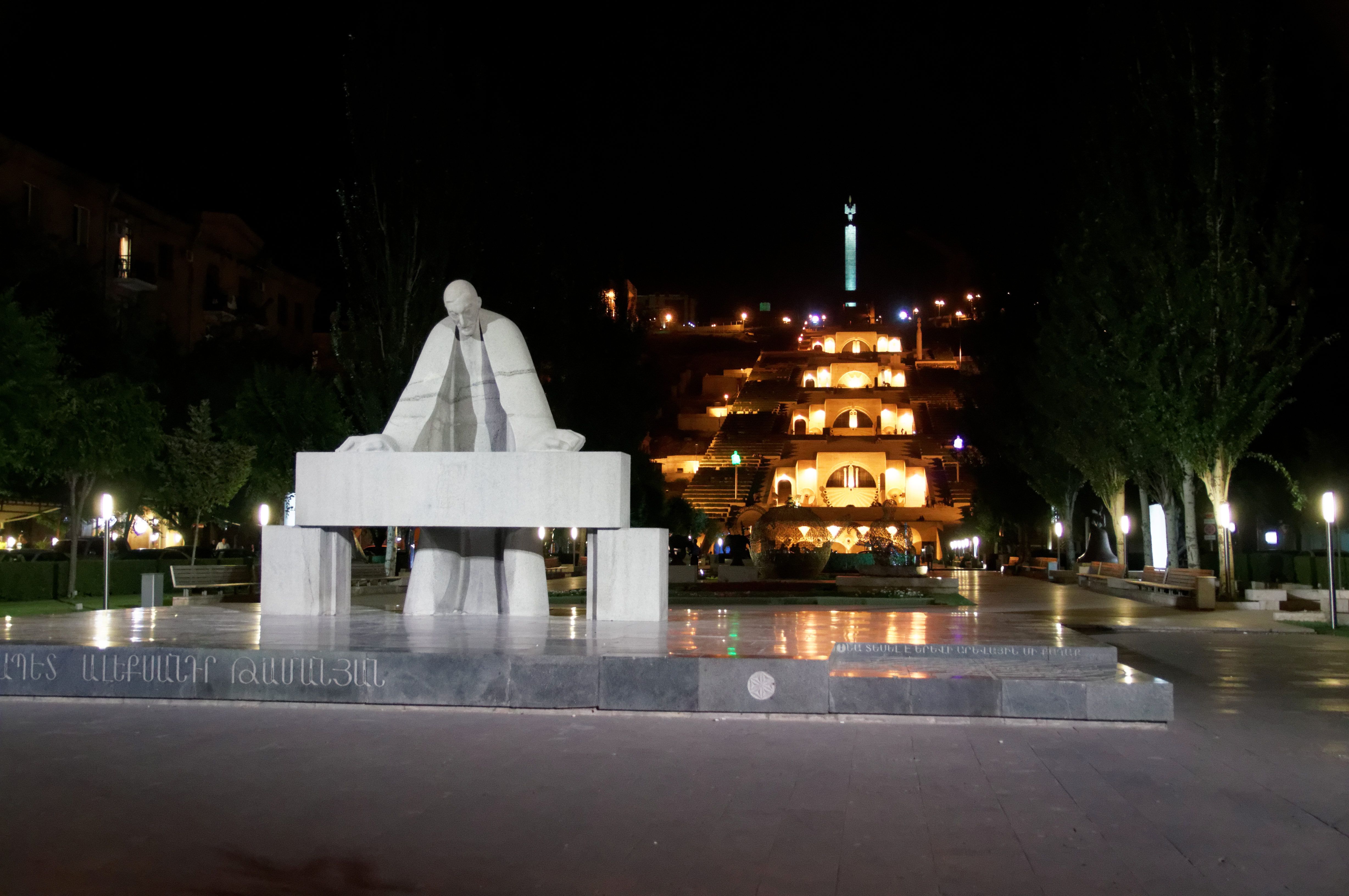
Cascade de nuit